# 톰 롭 스미스
톰 롭 스미스(Tom Rob Smith, 1979년 2월 19일 ~ )는 잉글랜드의 소설가이다. 스웨덴인 어머니와 잉글랜드인 아버지 사이에서 런던에서 태어나 자랐다. 2001년 케임브리지 대학교를 졸업한 후 1년간 이탈리아에 유학하였다. 2008년, 스탈린 체제 하의 소련에서의 연쇄 살인 사건을 다룬 소설 《차일드 44》가 베스트셀러가 되었다.